# Dita Krūmberga
Dita Krūmberga (20 de março de 1984) é uma basquetebolista profissional letã.

## Carreira
Dita Krūmberga integrou a Seleção Letã de Basquetebol Feminino, na Pequim 2008, que terminou na nona colocação.